# Tatiana Miath
Tatiana Miath est une chanteuse française de zouk Pop, née le 13 janvier 1974 aux Abymes sur l'île de la Guadeloupe.

## Biographie
Bercée dès son plus jeune âge dans la musique grâce à sa famille, la carrière de Tatiana Miath commence en 1987 à l'âge de 13 ans, lorsque sort le premier album du groupe Zouti, produit par Debs Music, où elle assure le chant avec son frère Eddy Miath. Cet album connaîtra un franc succès, lui permettant de réaliser en 1988 son premier album solo avec la collaboration du groupe Zouti : Tatiana Et Zouti.
Elle s'impose dès lors dans la scène musicale antillaise, étant invitée de la deuxième édition du concert Le Grand Méchant Zouk au Zénith de Paris en 1990, avec notamment des artistes comme Kassav'. Elle enchaîne la même année un deuxième album solo, Hey Girl, qui rencontre là encore un grand succès.
Son troisième album, New Generation, sorti en 1992, est encore un succès.
En 1994 sort son quatrième album, Sé Li Mwen Enmé. S'ensuivra une période où Tatiana Miath collaborera avec plusieurs artistes comme choriste ou invitée, mais où elle sortira moins d'album, notamment la compilation en duo avec Tony Chasseur, Tony & Tatiana en 1996.
En 2020, elle sort un album en ligne, Miss Tatiana, sur son label E-Streetz.